# Ligabuesaurus
Ligabuesaurus  is een geslacht van sauropode dinosauriërs behorend tot de Titanosauria dat in het Vroege Krijt leefde in het huidige Patagonië, Argentinië.

## Vondst en naamgeving
In 1998, 1999 en 2000 groef J.F. Bonaparte in de Cerro de los Leones, in de provincie Neuquén, drie skeletten van sauropoden op. De vondst werd in 1999 gemeld in de wetenschappelijke literatuur.
De typesoort Ligabuesaurus leanzai is in 2006 benoemd en beschreven door José Fernando Bonaparte, Bernardo Javier González-Riga en Sebastián Apesteguía. De geslachtsnaam eert de Italiaanse paleontoloog Giancarlo Ligabue. De soortaanduiding eert zijn collega Héctor Armando Leanza die Bonaparte wees op de rijkdommen van de vindplaats.
Het fossiel, holotype MCF-PHV-233 is aangetroffen in Cullín Grande-afzetting van de late Lohan Curaformatie, die dateert uit het Aptien-Albien. Het bestaat uit een gedeeltelijk skelet met schedel. Bewaard zijn gebleven: een stuk rechterbovenkaaksbeen met tien tanden; zes wervels van de nek en rug; beide schouderbladen; beide opperarmbeenderen; vier linkermiddenhandsbeenderen; en de rechterachterpoot. De andere twee skeletten werden in 2006 wel geacht tot de soort te behoren maar werden daar niet formeel aan toegewezen.
In 2022 werd aanvullend postcraniaal materiaal van het holotype gemeld. Mede op grond hiervan kon een tweede skelet alsnog aan de soort worden toegewezen: specimen MCF-PHV-228.

## Beschrijving

### Grootte en onderscheidende kenmerken
Het gaat om een vrij groot dier met een schofthoogte van zo'n vijf meter. In 2010 schatte Gregory S. Paul de lichaamslengte op achttien meter, het gewicht op twintig ton. Het dijbeen heeft een lengte van 166 centimeter.
In 2006 werden vier onderscheidende kenmerken vastgesteld. Het gaat om autapomorfieën, afgrleide unieke eigenschappen. De achterste halswervels en voorste ruggenwervels hebben plaatvormige ruitvormige doornuitsteeksels die in zijaanzicht zijn afgeplat en breder zijn dan de wervellichamen. Bij de achterste halswervels zijn de richels tussen het doornuitsteeksel en de voorste gewrichtsuitsteeksels gevorkt zodat er twee paren ontstaan: het middelste paar vloeit samen aan de top van het doornuitsteeksel en het buitenste paar vormt de buitenranden van het doornuitsteeksel. De achterste halswervels en voorste ruggenwervels hebben een voetstuk van de wervelboog dat verticaal afgeplat is. De achterste halswervels en voorste ruggenwervels hebben een rudimentaire verticale richel op het voorvlak van het doornuitsteeksel.

### Skelet
Het bovenkaaksbeen draagt tien tanden die gelijkmatig geplaatst zijn in plaats van geconcentreerd in het voorste gedeelte. De tanden zijn lepelvormig. Hun kronen zijn niet breder dan hun cilindrische wortels. Ze zijn afgeplat en buigen iets naar binnen. Onder een scherpe hoek staande slijtvlakken scheppen een vrij spitse punt. Bij één tand zijn nabij het spits "pseudodenticula" zichtbaar, kartelingen van het tandemail die lijken op de vertandingen van de snijranden die normaliter bij Eusauropoda ontbreken.
Bij de voorste wervels is vooral de ruitvorm in vooraanzicht van het afgeplatte doornuitsteeksel zeer opvallend. De buitenste richels tussen het doornuitsteeksel en de voorste gewrichtsuitsteeksels vormen bij de achterste halswervel de scherpe begrenzing van hoge horizontale troggen die over de volle lengte van de wervelboog doorlopen. De ruggenwervels zijn opisthocoel, dus met een bolling van et voorste gewrichtsfacet. De afplatting van de wervelboog bij de voorste wervel hangt samen met een lage positie van het zijuitsteeksel. De achterste wervels tonen een hyposfeen-hypantrum-complex van secundaire gewrichtsuitsteeksels. Bij deze wervels is zichtbaar dat ze sterk gepneumatiseerd zijn. Ze hebben grote luchtkamers die het bot geheel uithollen. Bij de gewrichtsuitsteeksels is de botwand nog zo'n drie à vier millimeter dik maar bij de zijkanten van de wervelboog en het wervellichaam is de dikte soms zo laag als 0,8 millimeter.
Het schouderblad, 144 centimeter lang, is bovenaan niet sterk verbreed. Daarentegen steekt aan de onderste voorrand een grote processus acromialis uit met op de onderste zijkant een matig diepe uitholling. Het ondervlak heeft twee richels nabij het schoudergewricht. Het schoudergewricht is wat naar binnen gericht terwijl het raakvlak met het ravenbeksbeen iets naar buiten gedraaid is, een afgeleid kenmerk.
Het opperarmbeen heeft een lengte van 149 centimeter. Het is daarmee relatief lang met zo'n 90% van de lengte van het dijbeen. Het is ook langwerpig met een minimale doorsnede van de schacht van slechts achttien centimeter. Dit duidt op lange voorpoten en een naar voren oplopende rug. De kop van het opperarmbeen is bolvormig, net als bij Brachiosaurus altithorax. Ook de middenhandsbeenderen zijn langwerpig. De meeste ervan hebben geen functionele onderste gewrichten, een teken dat de vingers geheel ontbreken. Bij één ervan — de positie kon niet bepaald worden — is echter wel zo'n gewricht aanwezig.
Het dijbeen toont aanpassingen aan een "breedsporige" stand van de achterpoten. De dijbeenkop staat vrij hoog, er bevindt zich een bult aan de bovenste buitenzijde en het bot is overdwars verbreed. Daarentegen zijn de onderste gewrichtsknobbels niet sterk asymmetrisch, dus de buitenste knobbel is niet veel langer dan de binnenste. Het onderbeen is opvallend lang met twee derden van de lengte van het bovenbeen. Het kuitbeen is met 108 centimeter langer dan het scheenbeen dat 104 centimeter meet. Het ondervlak van het scheenbeen vormt een ovaal waarvan de lange as overdwars staat. Het buiteneinde ligt daarbij iets achter het niveau van het binneneinde, een afgeleide eigenschap die Titanosauriformes van Chubutisaurus af kenmerkt. Er zijn vijf middenvoetsbeenderen waarvan de derde met tweeëntwintig centimeter net langer is dan het vierde.

## Fylogenie
Volgens een voorlopige cladistische analyse bevindt Ligabuesaurus zich basaal in de klade Titanosauria sensu Sereno 1998, waar de relatief lange voorpoten op zouden wijzen die dan een meer oorspronkelijk (plesiomorf) kenmerk van de Titanosauriformes zou zijn, dat de verwante groep van de Brachiosauridae zou hebben behouden. Wordt Titanosauria als een nodusklade gedefinieerd waarbij soorten basaler dan Andesaurus erbuiten vallen, is Ligabuesaurus geen titanosauriër maar basaal lid van de Somphospondyli. Dat laatste werd bevestigd door de analyse uit 2022, die daarbij Ligabuesaurus boven Sauroposeidon in de stamboom vond staan.